# Residência da Família Jafet (rua Bom Pastor, 825)
A Residência da Família Jafet, 825 é um edifício localizado no bairro do Ipiranga, na cidade de São Paulo. Junto com mais cinco imóveis na região, à época também da família Jafet, compõe parte do patrimônio histórico da cidade no processo de tombamento de número 1991 – 0.005.368-6, feito pelo DPH (Departamento do Patrimônio Histórico), órgão da Secretaria Municipal de Cultura da Prefeitura de São Paulo.
Erguida em 1934 para ser a residência do engenheiro civil Eduardo Benjamin Jafet, a mansão, implantada em uma das extremidades do extenso lote arborizado, mantém suas fachadas e volumetria e é importante documento histórico e ambiental para a cidade de São Paulo, constituindo um conjunto arquitetônico singular com as demais construções tombadas no mesmo processo.

## História

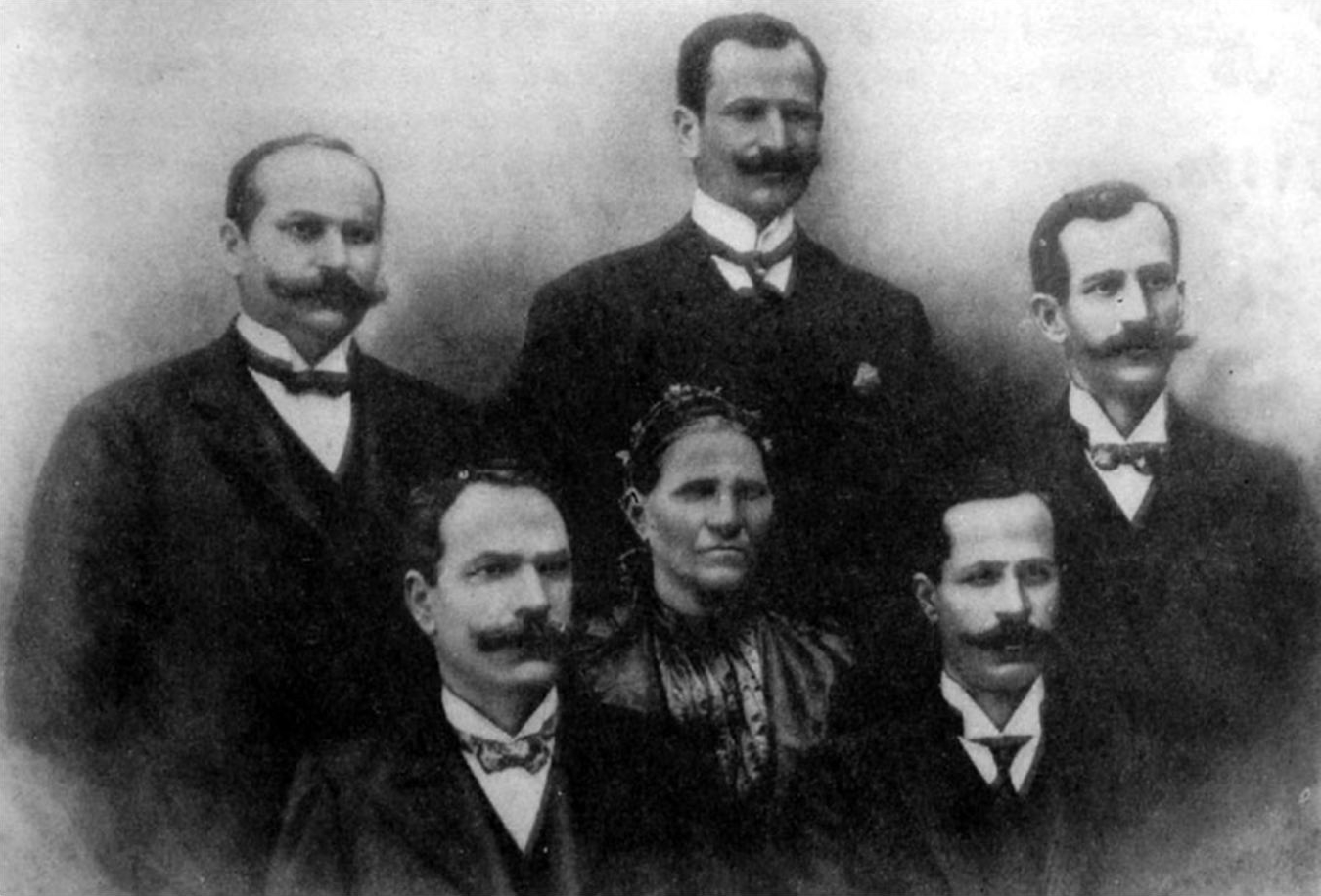
Retrato dos irmãos Jafet e sua mãe Utroch Farah Tebecherani

O edifício foi construído por Eduardo Benjamin Jafet em 1934. Engenheiro civil de profissão, Eduardo planejou e tirou do papel o projeto que foi, na época, sua própria moradia.

## Características arquitetônicas

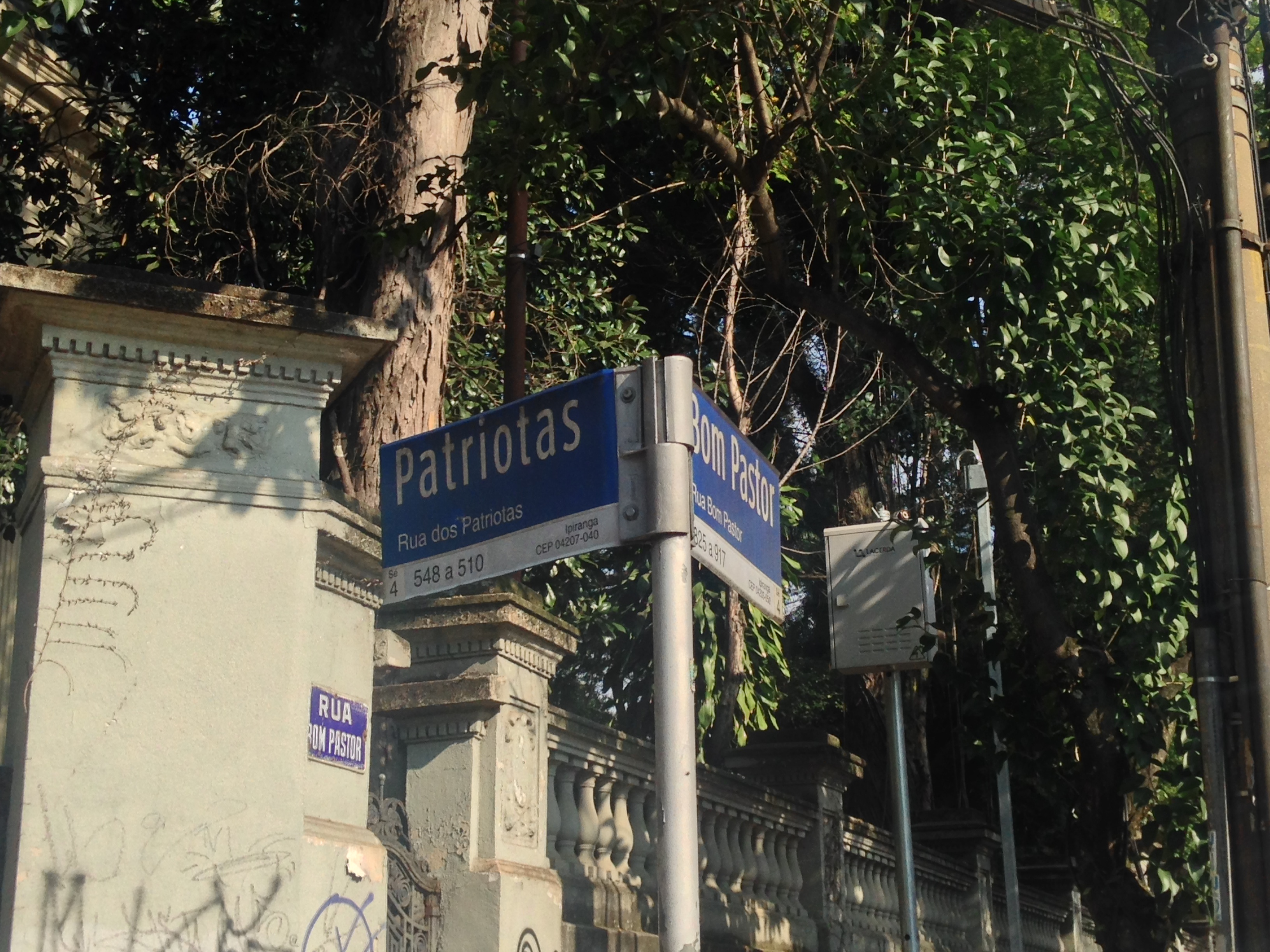
Vista da esquina da Rua Bom Pastor e Rua dos Patriotas, onde se encontra a Residência

Sem número até 1914, número 115 até 1929 e antigo 125 até 1941, o atual 825 da Rua Bom Pastor, esquina com a Rua Patriotas, mantém um importante monumento para a arquitetura da cidade de São Paulo. Aparentemente mantida até hoje, a residência possui a seguinte composição:

### Parte externa
Composta de porão alto, dois pavimentos (andares) e sótão. Com certa austeridade na ornamentação, é possível encontrar os seguintes elementos: bossagem contínua, cornija, balcões, colunas, entablamento, janelas de vergas reta e arco com ornatos em massa. A escadaria de acesso se encontra paralelamente ao edifício, culminando na varanda que resguarda a entrada composta de portão em ferro trabalhado.

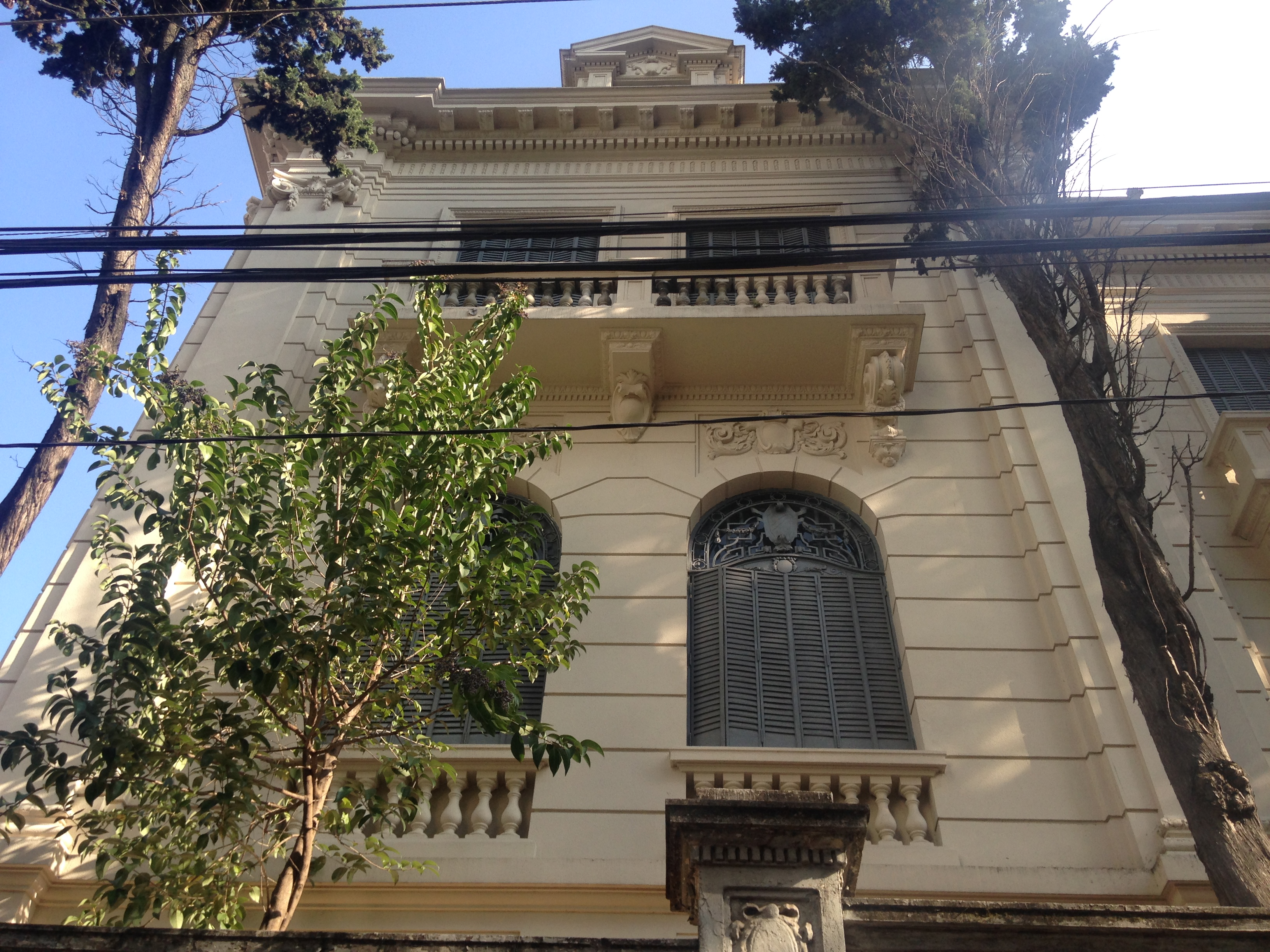
Detalhe da arquitetura da Residência

### Parte interna
Internamente, é visto colunas com vestígios do período clássico compondo o hall. A escadaria, centralizada no edifício, é revestida em mármore e o guarda-corpo é ornamentado em ferro – daí, tem-se o acesso aos pavimentos superiores. No primeiro pavimento, encontra-se as áreas de estar e de serviços. No superior ou segundo, as áreas íntimas. Destacam-se, na arquitetura da residência, os confortáveis vãos das janelas, que permitem a perfeita iluminação do prédio. No madeiramento do telhado, assim como no assoalho de tábuas, portas e batentes, foram utilizados caibros e ripas de peroba.

## Significado histórico e cultural

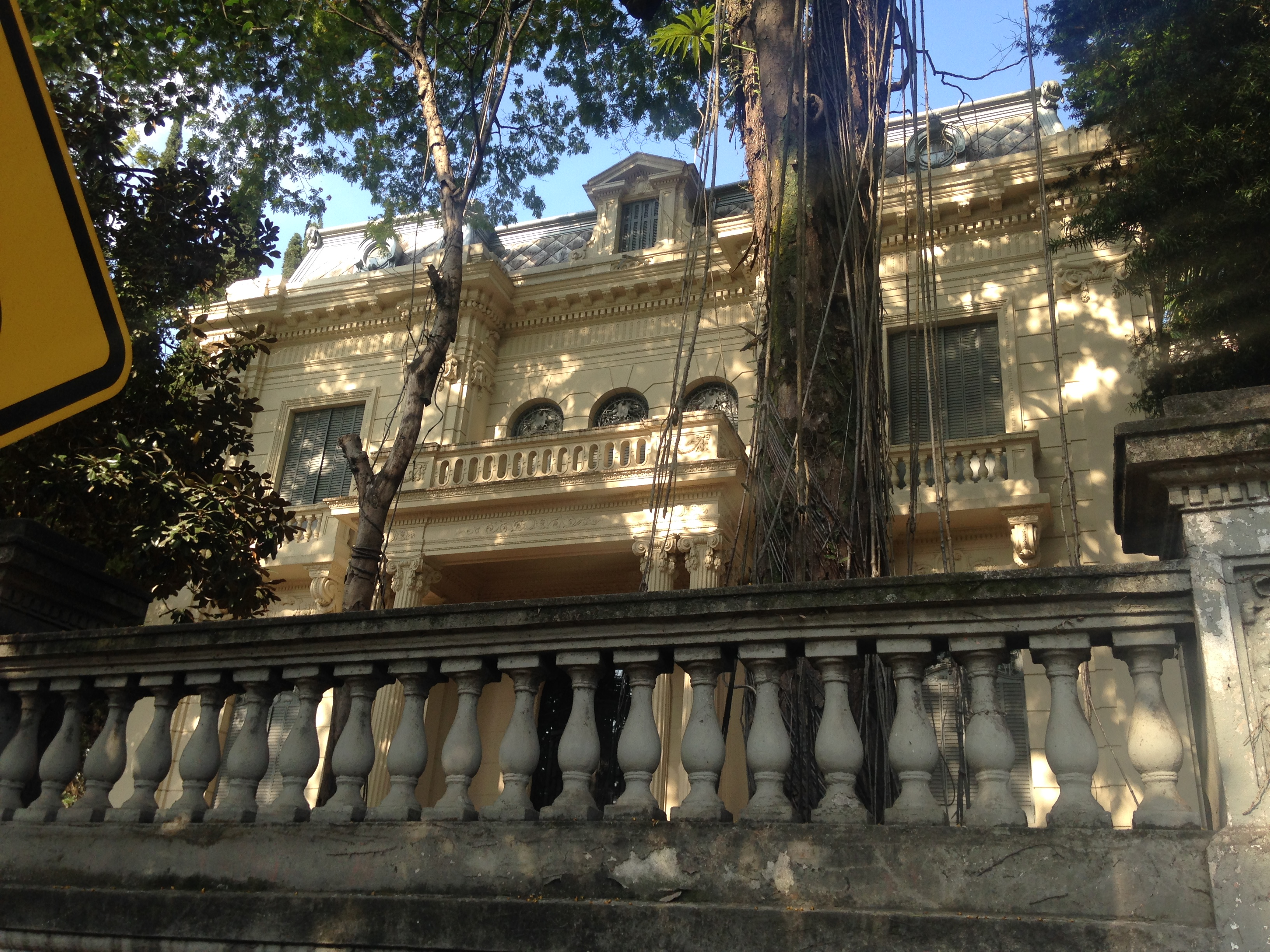
Fachada da Residência

O edifício é um importante documento histórico e ambiental para a cidade de São Paulo, constituindo um conjunto arquitetônico singular com as demais construções tombadas no mesmo processo, todos imóveis construídos pela família Jafet: fora este em questão, mais três na Rua Bom Pastor, nos números 730, 798 e 801, e dois na Rua Costa Aguiar, localizados nos números 1013 e 1055.
Além dos exorbitantes tamanhos e variados estilos, os palacetes também formam, pela localização no tradicional bairro do Ipiranga, um importante espaço cultural para a cidade, uma vez que se encontram a praticamente 500m do Museu do Ipiranga. Outro motivo significatório é a ampla vegetação nessas mansões, até por serem implantadas em grandes lotes. Preserva-se ali, então, a história de uma das primeiras famílias de imigrantes em São Paulo que tiveram relevância no intenso progresso da cidade no começo do Século XX.

### Tombamento
Como sugestão da Associação Cultural Pró-Parque Modernista e da Sociedade de Preservação e Resgate de Paranapiacaba, em 26 de junho de 1990, para que a Rua Bom Pastor, 825 – juntamente com os edifícios localizados nos números 730, 798 e 801 da mesma rua, e dois na Rua Costa Aguiar, localizados nos números 1013 e 1055 – fosse tombada, teve, no ano seguinte, em 21 de junho de 1991, uma reunião no Conselho Municipal de Preservação do Patrimônio Histórico, Cultural e Ambiental da Cidade de São Paulo (Conpresp) para avaliar o caso. Por decisão unânime, abriu-se o processo de tombamento dos seis imóveis.

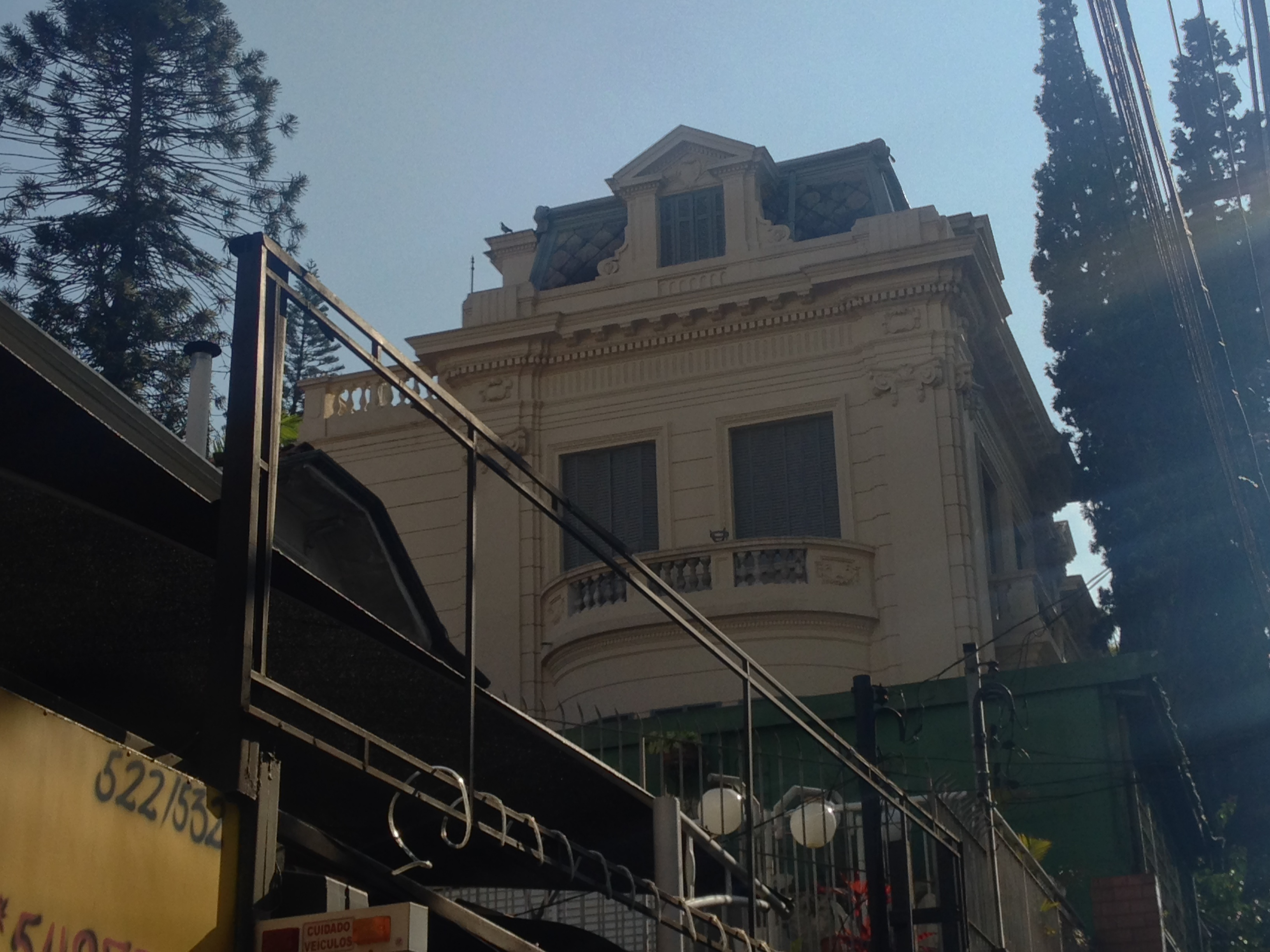
Vista traseira da Residência

A partir disso, então, um pesquisador de assuntos culturais do Departamento do Patrimônio Histórico de São Paulo (DPH) assumiu o caso. Novamente por decisão unânime dos conselheiros presentes na reunião, isso em julho de 2005, o processo de tombamento foi expedido e publicado em dezembro do mesmo ano.

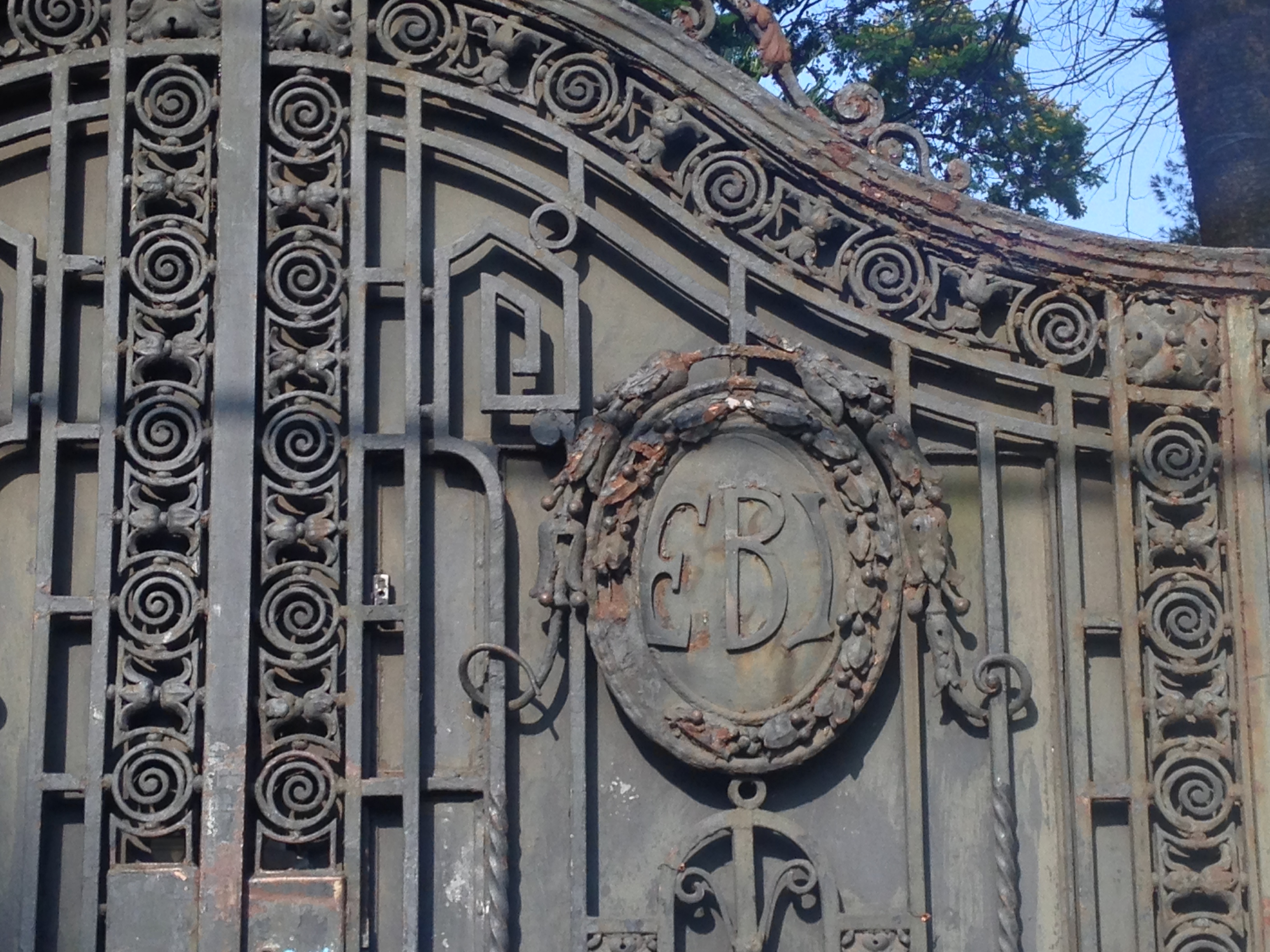
Detalhe do brasão no portão da Residência

## Estado atual
Devido ao processo de tombamento do edifício como patrimônio histórico da cidade – e talvez somente por isso –, ele ainda continua intacto. Ao visitar o endereço, descobre-se que não é possível registrar/documentar/ilustrar a situação interna por falta de permissão do proprietário. Atualmente, tem-se apenas um caseiro que zela pela mansão e barra a entrada de estranhos, a mando do dono. Fora isso, segue aparentemente inabitada. Por fora, pela rua, através do baixo muro que cerca a residência, é possível ver algumas características de deterioração: gramado mal carpido, janelas bem fechadas e protegidas com ferrugem nas extremidades e os portões, com tradicionais brasões da família, pichados.

## Galeria

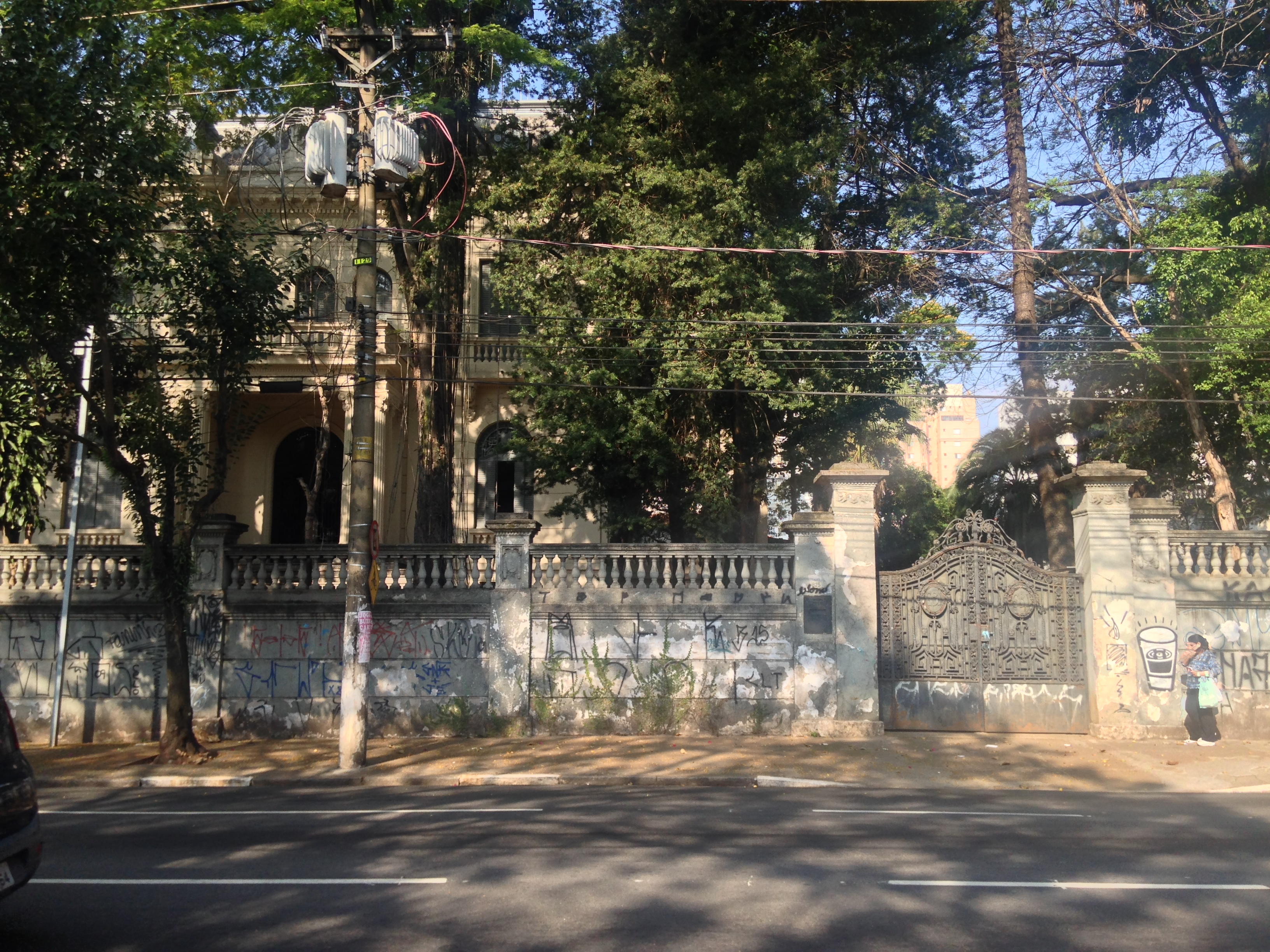
Fachada da Residência
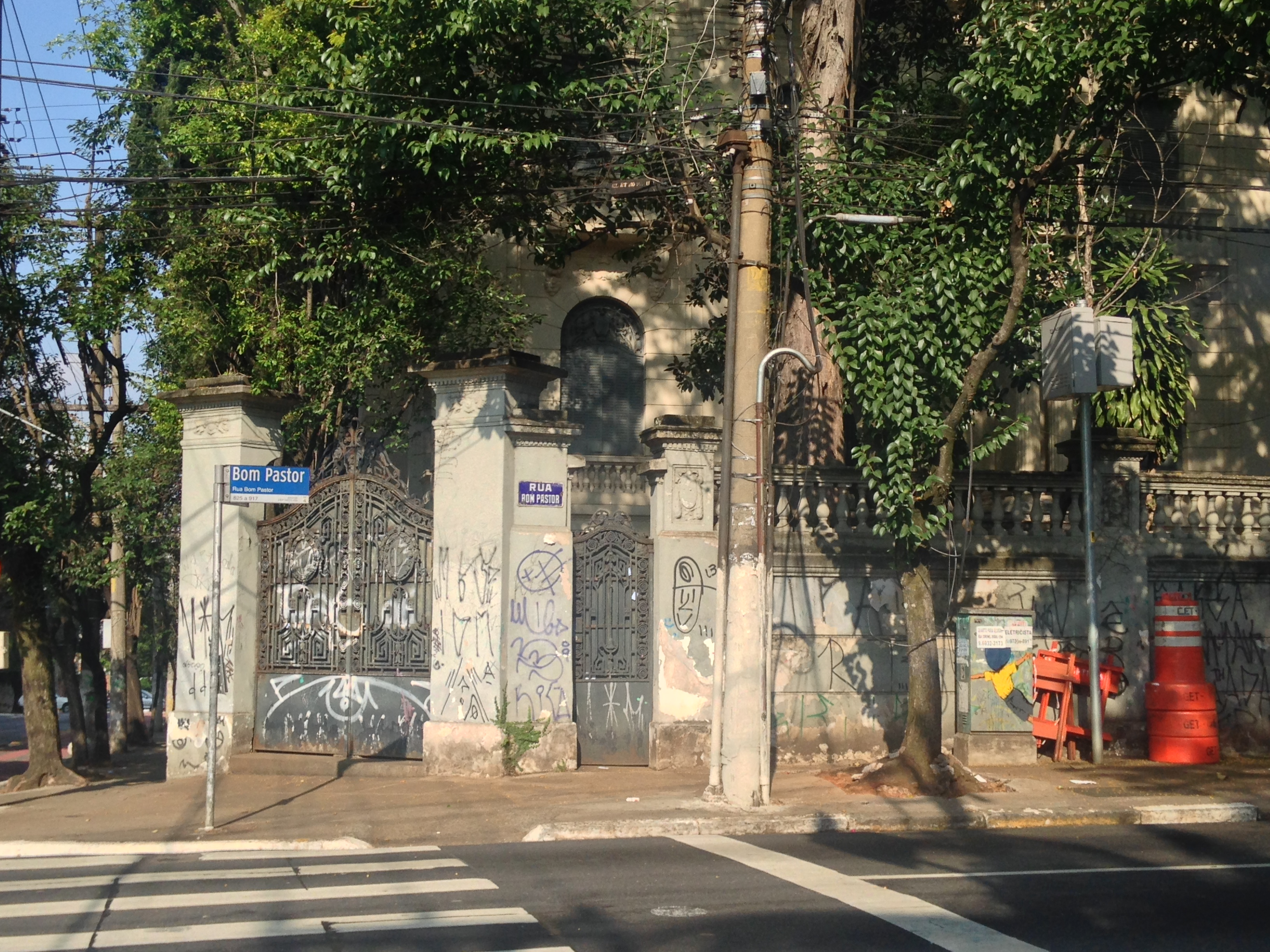
Entrada secundária da Residência
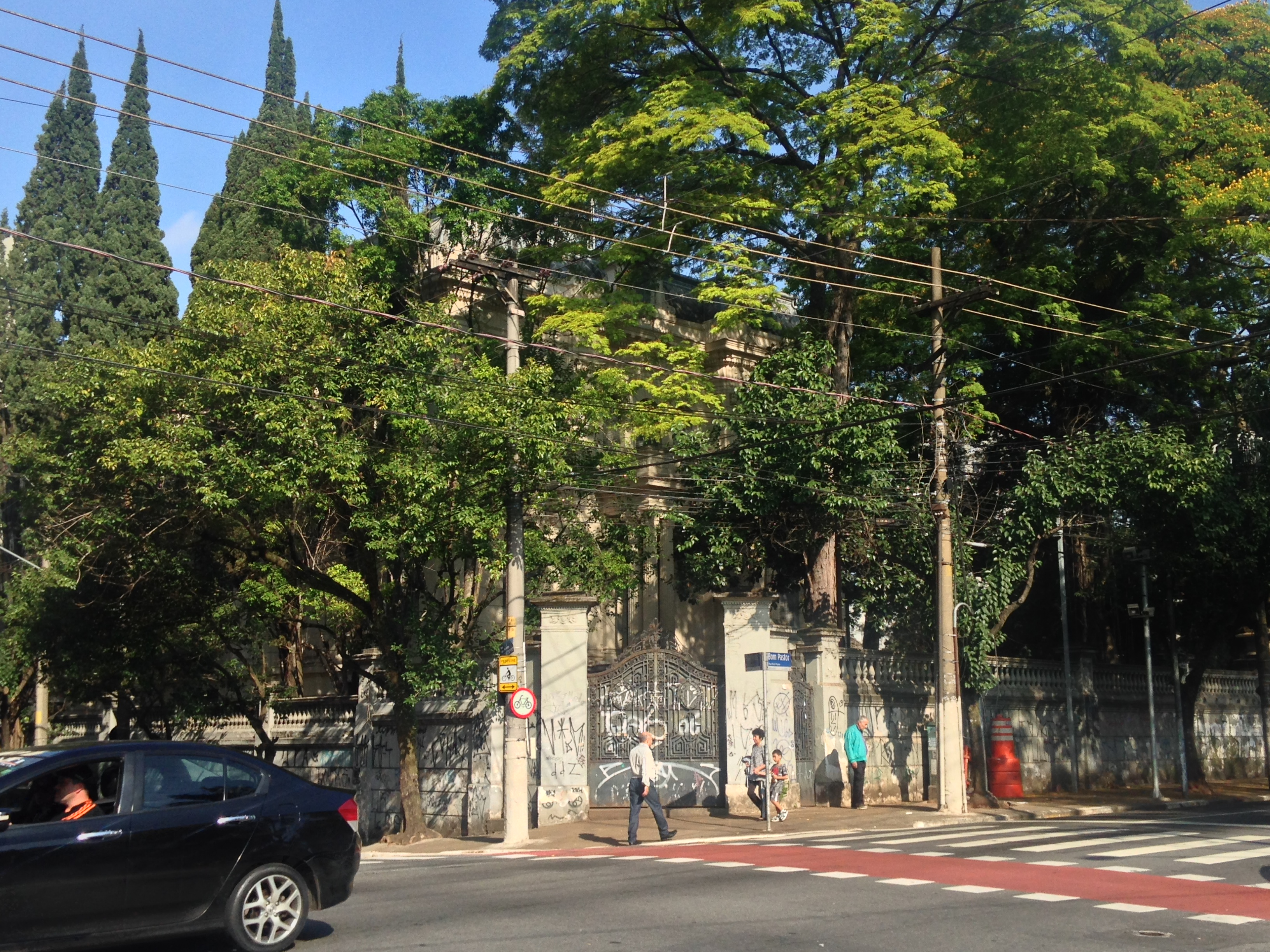
Vista da esquina da Residência
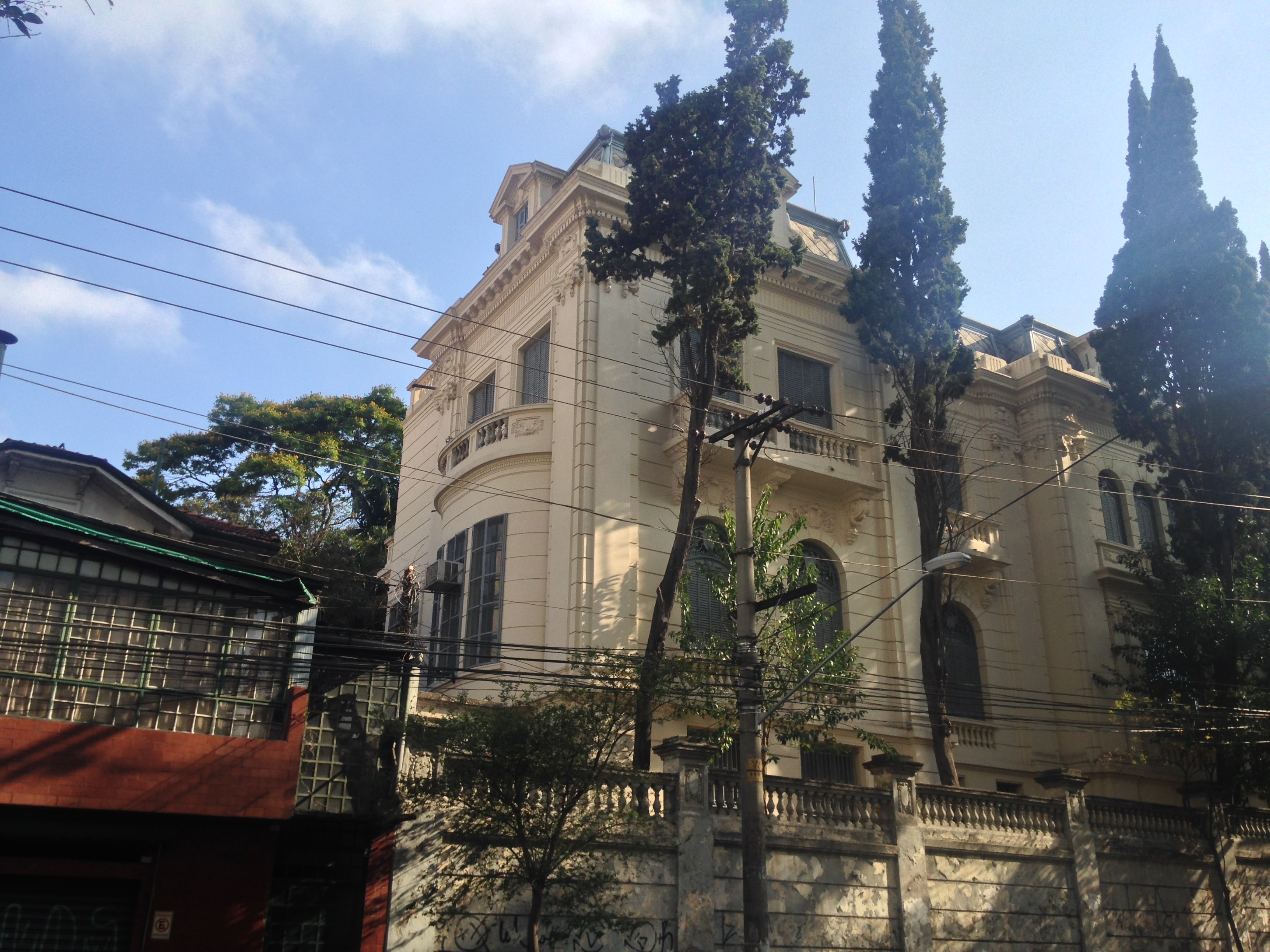
Vista lateral da Residência
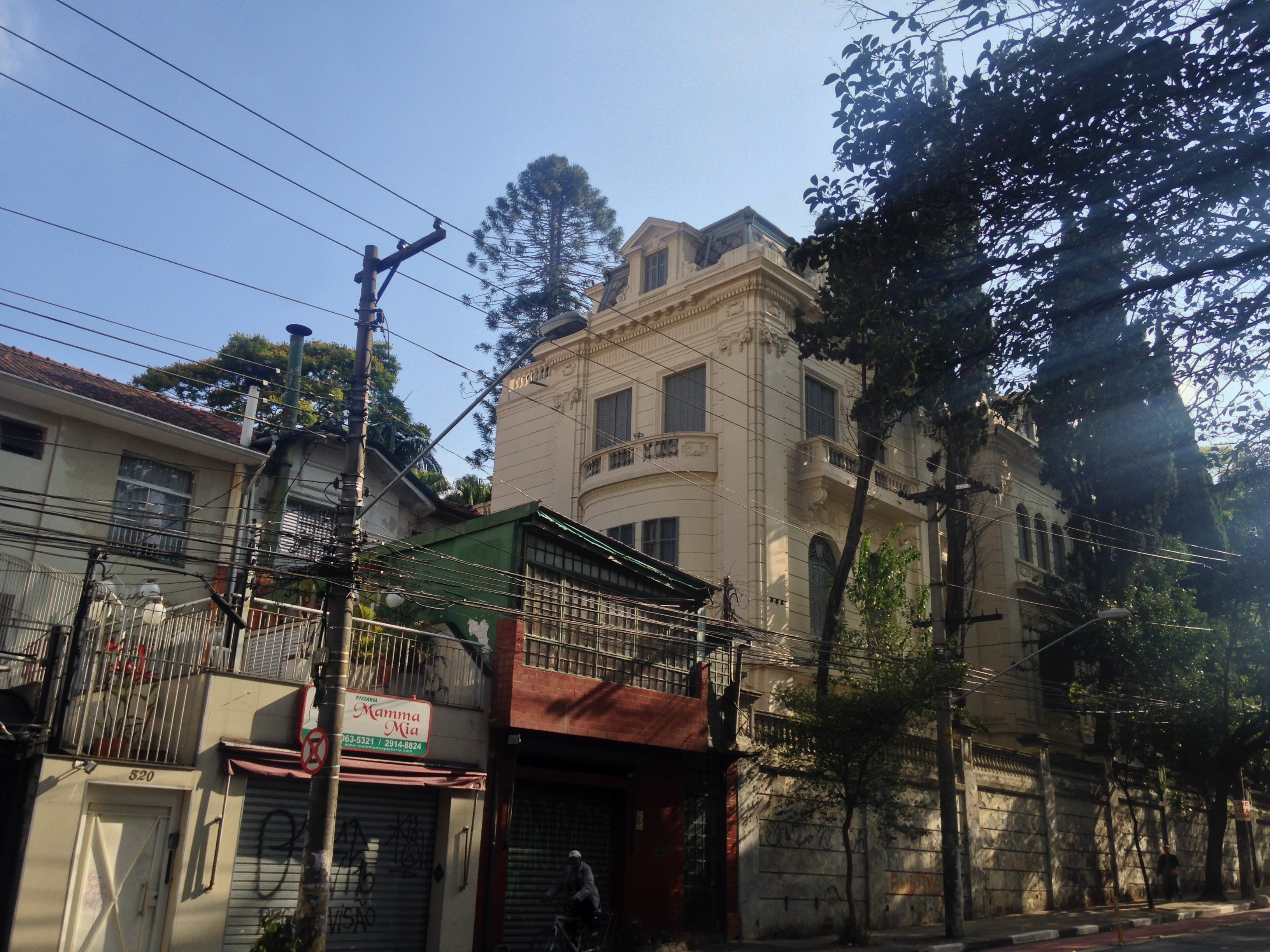
Vista lateral da Residência

## Ver Também
- Ipiranga
- Família Jafet
- Ricardo Jafet
- História de São Paulo (cidade)